# Serjania grandifolia
Serjania grandifolia là một loài thực vật có hoa trong họ Bồ hòn. Loài này được Sagot ex Radlk. miêu tả khoa học đầu tiên năm 1875.